# OSCAR 1
OSCAR I è stato il primo satellite amatoriale lanciato dal Progetto OSCAR in orbita terrestre bassa . OSCAR I è stato lanciato il 12 dicembre 1961 da un lanciatore Agena B Thor-DM21 della base di Vandenberg, Lompoc, California. Il satellite, una scatola rettangolare (30 x 25 x 12   cm) dal peso di 10   kg., è stato lanciato come payload secondario della missione Corona 9029, noto anche come Discoverer 36, l'ottavo e ultimo lancio di un satellite KH-3.
Il satellite aveva un trasmettitore a batteria da 140 mW funzionante nella banda di 2 metri (144.983   MHz), impiegava un'antenna di trasmissione monopolare. lunga 60 cm dal centro della superficie convessa, ma non aveva un sistema di controllo dell'assetto. Come Sputnik 1,Oscar 1 portava solo un semplice beacon. Per tre settimane ha trasmesso il suo messaggio in codice Morse: "HI". Ad oggi, molte organizzazioni identificano i loro satelliti Che trasmettono in codice morse con "HI", il quale indica anche una risata nella telegrafia amatoriale.
L'OSCAR è sopravvissuto 22 giorni, interrompendo le operazioni il 3 gennaio 1962 e rientrando il 31 gennaio 1962.
L'unicità del veicolo spaziale OSCAR-1 non era solo il fatto che fu costruito dai degli amatori, solo circa quattro anni dopo il lancio di Sputnik-1, ma che fu il primo satellite e il primo veicolo spaziale privato non governativo al mondo.
Immediatamente dopo il lancio di OSCAR-1, il vicepresidente degli Stati Uniti, Lyndon B. Johnson, lo ha onorato con un telegramma di congratulazioni al gruppo che sponsorizzava questo importante evento nella storia della radio amatoriale. Si legge: "Per me questo progetto è simbolico del tipo di libertà per cui questo paese si distingue: libertà di impresa e libertà di partecipazione da parte degli individui in tutto il mondo".
Il satellite di backup originale di OSCAR-1 è stato ripristinato ed è completamente operativo, con alimentazione CA. A partire dal 2011 è in mostra presso il quartier generale dell'ARRL a Newington, nel Connecticut, e continua a trasmettere "HI" in codice Morse a 145   MHz.

## Progetto OSCAR
Il progetto OSCAR Inc. iniziò nel 1960 con i radioamatori del TRW Radio Club di Redondo Beach, in California, molti dei quali hanno lavorato presso le industrie di difesa TRW, e presso il Foothill College per indagare sulla possibilità di mettere in orbita un satellite amatoriale. Projoscar del Foothill College è stato Project Manager per il progetto OSCAR. Il progetto OSCAR era responsabile della costruzione del satellite OSCAR-1, lanciato con successo dalla base di Vandenberg in California. OSCAR-1 ha orbitato attorno alla terra per 22 giorni, trasmettendo il saluto "HI". Il progetto Oscar è stato responsabile del lancio dei 3 satelliti radio amatoriali successivi negli anni '60: OSCAR 2, OSCAR 3 e OSCAR 4 .
Da quel momento, il gruppo si è concentrato sul supporto e la promozione di progetti relativi ai satellite amatoriali. Alcuni membri attuali prendono parte a programmi satellitari universitari come consulenti. Il “Project Oscar Club” è diventato più attivo dall'inizio del progetto AMSAT Eagle, con un rinnovato sforzo per costruire hardware ed educare i radioamatori sui vantaggi del funzionamento satellitare.
Nel 1969 la Radio Amateur Satellite Organization (AMSAT) è stata fondata da alcuni radioamatori che lavorano presso il Goddard Space Flight Center della NASA nella regione di Baltimora-Washington DC, per continuare gli sforzi avviati dal Progetto OSCAR . Il suo primo progetto è stato quello di coordinare il lancio di Australis-OSCAR 5, costruito dagli studenti dell'Università di Melbourne.
L'obiettivo principale del progetto Oscar è stato quello di raggiungere e fornire supporto logistico, formazione e in alcuni casi le attrezzature per le associazioni radio amatoriali, le scuole e il pubblico in generale.